# Économie du Koweït
L'économie du Koweït est une économie essentiellement liée aux exportations pétrolières.
90 % des recettes publiques du Koweït viennent du pétrole dont la production est assurée par la Kuwait Oil Company et le pays a, en 2005, déclaré avoir l'intention d'investir plus de 40 milliards de dollars dans les 15 prochaines années pour moderniser ses installations dans l'industrie pétrolière. Le Koweït est la troisième réserve mondiale de pétrole (8 à 10 % des réserves mondiales). La première des trois raffineries construites fut celle de Mina al Ahmadi en 1949. Le pays dispose de deux principaux ports et de trois terminaux pétroliers.
Sa force de travail compte en 2008 environ 2,225 millions de personnes dont 80 % ne sont pas koweïtiens.

## Historique
Après l'invasion irakienne de 1990 et les destructions lors de la seconde guerre du Golfe, l'économie du pays s'est rapidement reconstruite et connaît une situation financière très favorable. Mais l'économie du pays reste malgré tout fortement importatrice, la faiblesse de la demande intérieure et le manque de main-d'œuvre qualifiée sont autant de défis que le pays devra relever dans les prochaines années afin de préparer au mieux l'après-pétrole.
La pandémie de Covid-19 a eu des impacts économiques majeurs sur le pays, mais contrairement à ses voisins, le Koweït n'a pas mis en place de législation pour aider à atténuer ses problèmes de liquidités, malgré un déficit budgétaire de 46 milliards de dollars en 2020 en raison de la faiblesse persistante des prix du pétrole. En septembre 2020, le pays a reçu son tout premier déclassement de la part de l'agence de crédit Moody's en raison de la faiblesse de la gouvernance financière et des inquiétudes concernant les liquidités.
En dépit des vastes richesses pétrolières du Koweït, l'État n'est pas légalement autorisé à émettre de la dette internationale ou à utiliser les actifs de son fonds, le Future Generations Fund, qui est financé par 10 pour cent des revenus pétroliers de l'État et est interdit pour les dépenses du gouvernement. En attendant, le fonds souverain du Koweït a conclu un accord pour recevoir quelque 27 milliards de dollars de dividendes accumulés de la société publique Kuwait Petroleum Company sur 15 ans, ce qui permet d'injecter les liquidités indispensables dans les réserves de l'État, mais ne représente guère une solution à long terme.

## Économie pétro-chimique
L'industrie pétrolière est prépondérante dans l'économie du Koweït qui dispose d'une infrastructure bien développée pour l'exportation de pétrole brut et de produits raffinés.
L'émirat est membre fondateur de l'Organisation des pays exportateurs de pétrole créée en 1960. 
Le Kuwait National Petroleum Company (KNPC), une filiale de la Kuwait Petroleum Corporation fondée en 1960, exploite des raffineries et des installations connexes à l'exportation. KNPC exploite les trois grandes raffineries du Koweït regroupées sur la côte du Sud du pays : Mina al-Ahmadi, Mina Shuaiba et Mina Abdallah (Mina Abdulla) d'une capacité globale d'une capacité totale de 920 000 barils par jour, dont 80 % vont à l'exportation et une quatrième est en projet.
Les recettes pétrolières représentent 90 % des revenus de l'émirat.
Le PIB du Koweït diminue de 2 % en 2017, principalement en raison de la baisse des prix du pétrole.

### Réserves et productions d'hydrocarbures en 2013

#### Pétrole
Le Koweït possède des réserves prouvées de pétrole de 101,1 milliards de barils, soit 14 milliards de tonnes. Ces réserves représentent 6 % des réserves mondiales, plaçant le pays au 6e rang international.
Avec 3,126 millions de barils/jour (3,7 % de la production mondiale), le Koweït est le 7e producteur au Monde de pétrole, avec des volumes légèrement inférieurs à ceux des Émirats arabes unis, de l'Iran et de l'Irak.

#### Gaz
Les réserves prouvées de gaz naturel sont relativement plus modestes, elles s'établissent à 1 800 milliards de m3 (1 % des réserves mondiales) au 14e rang mondial.
L'émirat produit seulement 15,6 milliards de m3/an, soit 0,5 % de la production mondiale. Depuis avril 2010, le Koweït importe du gaz naturel liquéfié par méthaniers.

## Activité agricole minime
La superficie totale du pays 1 782 000 ha incorpore 9 500 ha de terres arables et 6 600 ha de cultures permanentes. La surface cultivée (terres arables + cultures permanentes, 16 100 ha) occupe donc 0,9 % de la superficie totale du pays.

## Travailleurs étrangers
Les travailleurs étrangers sont majoritaires dans la population totale du pays. Ils le sont dans la population active depuis 1957. En 1980, ils représentaient déjà 70,86 % de la population active.
Plus de 3 millions de travailleurs étrangers vivent au Koweït. Les domestiques ne peuvent parfois pas repartir, sont peu payés et subissent des brimades. 93 % des domestiques se voient confisquer leur passeport par leur employeur, ce qui permet à celui-ci de restreindre leurs déplacements.

## Tourisme

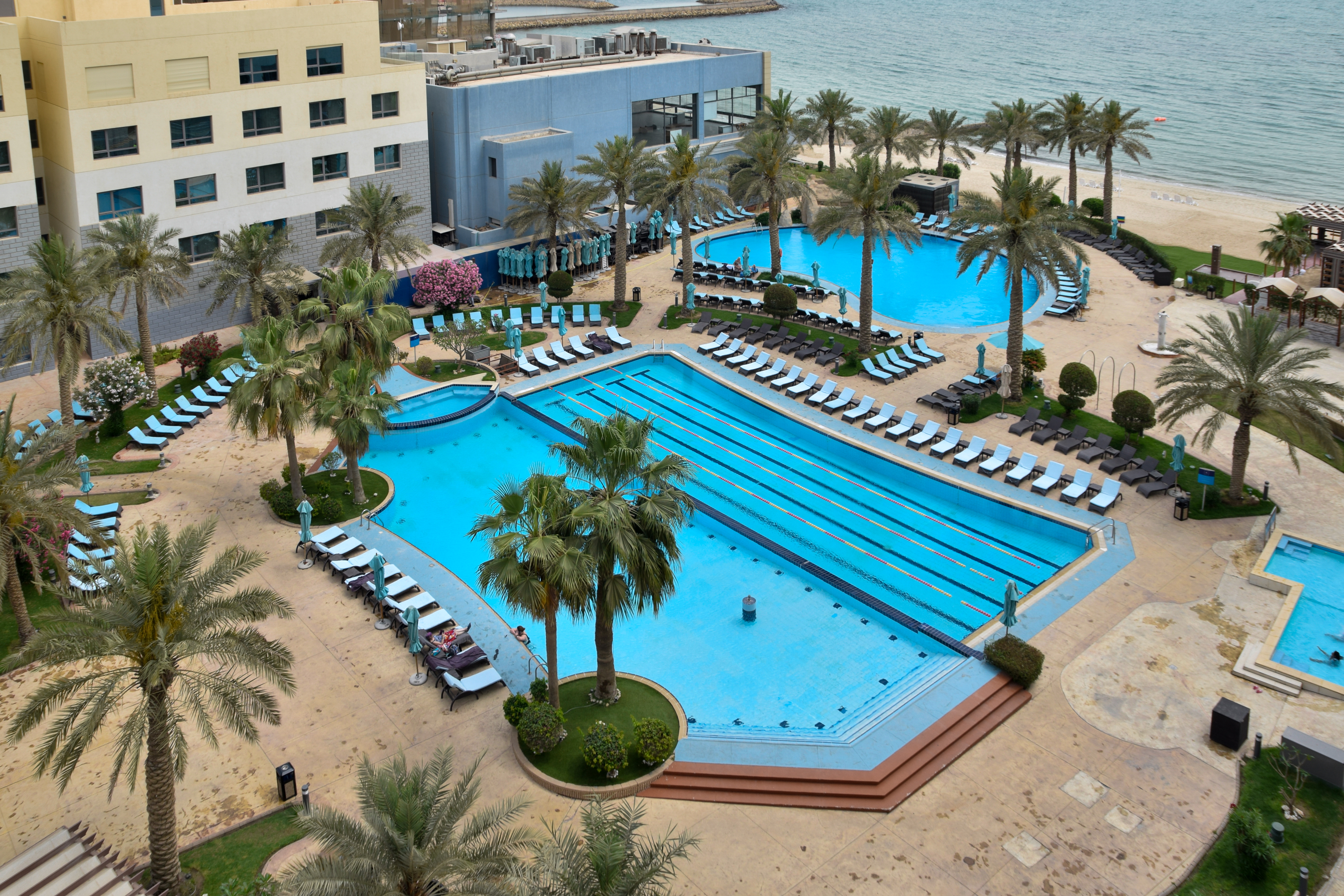
L'hôtel Palms Beach Hotel & Spa se trouve à Salwa, au Koweït.

Le tourisme n'est pas encouragé par le gouvernement koweïtien : la vie est très chère, en ce pays, ou presque tout doit être importé. les fortes chaleurs enregistrées toute l'année, et surtout pendant les périodes estivales, ou le thermomètre peut dépasser les 50 ° n'encouragent pas le tourisme, et encore moins le tourisme de masse. La vie urbaine se déroule en une vaste zone industrielle, qui peut paraître déprimante pour beaucoup. La pollution est très importante. Il n'y a pas de plages sablonneuses, et la mer est très polluée, et sale. Les bâtiments et l'architecture sont récents, et plutôt standards. Il n'y a pas de patrimoine récent, ou de musées notables. Le désert à un relief plat, et monotone, sans dunes, et sans montagnes ou reliefs rocheux, et est une fournaise en été. L'évocation du pétrole, ou du gaz, est partout présente et omniprésente, ainsi que celle des industries. Souvent, ce pays est vu comme une grande usine pour les expatriés. Il existe aussi de grands centres commerciaux, toutefois sans intérêt pour des touristes. 
Il y a aussi souvent de nombreuses décharges sauvages, surtout hors des villes, dans le désert, et aussi de nombreuses épaves de véhicules (dont voitures), et aussi des épaves de véhicules militaires Irakiens qui datent de la guerre du Golfe, de 1990-1991, et de l'occupation du pays par l'armée Irakienne. Il peut être aussi dangereux de circuler dans le désert, ou il reste encore parfois des engins explosifs de cette période, dont des mines, cependant de plus en plus rares.